# الطوفان (فلم)
فيلم الطوفان فيلم مصري إنتاج عام 1985م من قصة وإخراج بشير الديك، وهو أول فيلم يخرجه، ومن بطولة محمود عبدالعزيز.

## قصة الفيلم
يتفق زكى مع أبو الفتوح زوج فوزية ومع أخوتها إبراهيم ويوسف على شراء قطعة أرض التي تمتلكها لإقامة أحد المشروعات عليها، يتم البيع مقابل مليون جنيه يدفع نصفها مقدما والباقى عند التسجيل. يظهر عمهم عبد المنعم عقدا أبتدائيا يفيد أنه اشترى الأرض من أبيهم قبل وفاته، تقر الأم صحة هذا العقد، فيحاول الأبناء إقناع والدتهم بالشهادة الزور للطعن في صحة العقد فترفض باصرار، تؤجل القضية عدة مرات وتحت إغراء المادة والحلم بحياة أفضل يتفق الأبناء على قتل الأم باعطائها جرعة كبيرة من الدواء دون علم الابن الأصغر يوسف، يذهب يوسف إلى المحكمة ويدلى بالحقيقة ويشعر الأخوة بتأنيب الضمير وهم يعترفون بصحة العقد الابتدائى، يطلب يوسف تشريح جثة والدته لمعرفة سبب الوفاة

## طاقم التمثيل
- محمود عبد العزيز:أبو الفتوح
- فاروق الفيشاوي: إبراهيم
- سمية الألفي:نوال
- محمود الجندي: يوسف
- أمينة رزق: الحاجة فاطمة
- إبراهيم الشامي:عبد المنعم
- حسين الشربيني:زكي به
- هالة صدقي: سوسن
- ثناء يونس: جمالات زوجة إبراهيم
- ليلى يسري:فوزيه زوجة أبو الفتوح
- شريف منير
- آمال عبد الله
- عبلة كامل:آمال: زوجة أحمد
- كمال أبو رية:أحمد
- محمد متولي: د.عبد الخالق زوج سوسن
- عثمان عبد المنعم
- شعبان حسين: القاضي
- عزت عبد الجواد:الشيخ عمر
- محمد أبو حشيش
- محمود العراقي
- عبد الحي عزب
- أحمد حجازي
- عادل أبو الغيط:عمران خادم الجامع

الطفلتان: هند محمد حسن - رحاب صبحي
- فايزة عبد الجواد

## روابط خارجية
- مقالات تستعمل روابط فنية بلا صلة مع ويكي بيانات